# Jongno
Jongno hoặc Jong-ro (tiếng Hàn: 종로), có nghĩa là "Phố Chuông", là một con đường chính và là một trong những tuyến đường lớn nhất chạy từ phía đông đến phía tây ở Seoul, Hàn Quốc. Jongno kết nối Quảng trường Gwanghwamun với Dongdaemun.
Khu vực xung quanh Jongno là một phần của trung tâm thành phố Seoul và là một trong những khu vực văn hóa, lịch sử và tài chính nổi bật nhất. Nhiều địa danh quan trọng nằm dọc theo chiều dài của tuyến đường này như nhà hóng mát Bigak ở Sejongno, tháp chuông Bosingak (tên gọi "Phố Chuông" của con đường bắt nguồn từ tháp chuông này), Công viên Tapgol (Công viên Chùa), đền thờ tổ tiên hoàng gia Jongmyo, Dongdaemun (Cổng Đông lớn). Tàu điện ngầm Seoul tuyến 1 đi qua Jongno. Điểm cuối phía tây của Jongno được kết nối với ga Gwanghwamun (tàu điện ngầm Seoul tuyến 5), và ga Jongno 3-ga được phục vụ bởi các Tuyến tàu điện ngầm số 1, 3, 5. Bởi vì có rất nhiều cửa hiệu và cửa hàng tạp hóa dọc theo khu vực nên từ "Jongno" thường được sử dụng trong tiếng Hàn để diễn đạt "Quảng trường thành thị".

## Địa điểm nổi tiếng ở Jongno

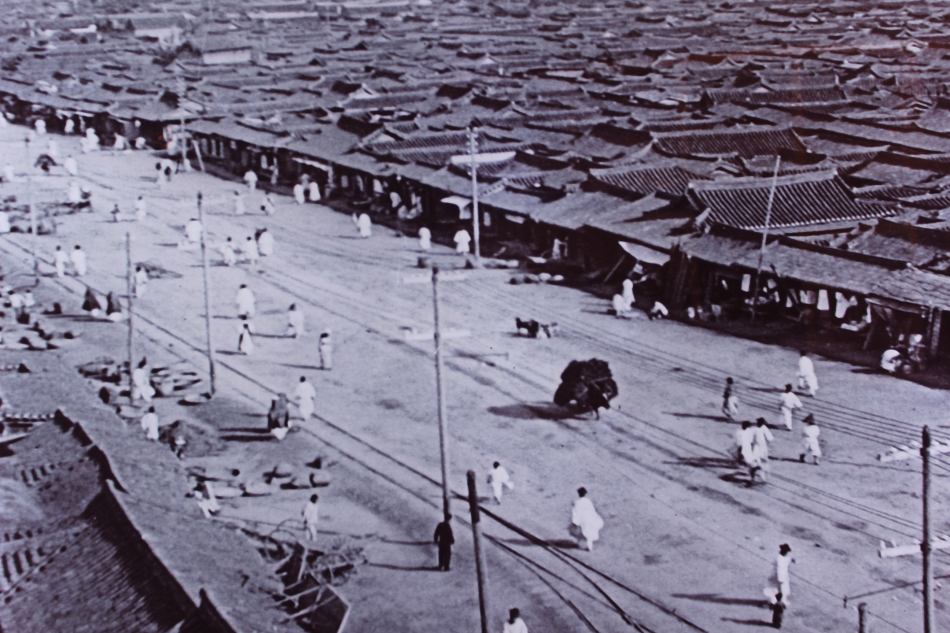
Jongno năm 1902

- Nhiều nhà sách lớn nhất của Hàn Quốc như Trung tâm Sách Kyobo (gần Sejongno), nhà sách Youngpoong, nhà sách Bandi & Luni's (Jongno 1-ga) đều nằm gần Jongno.
- Jongno Tower là một tòa nhà văn phòng cao 33 tầng. Tầng thượng là nhà hàng và quán bar nổi tiếng với góc nhìn ra Jongno và các khu vực khác của Seoul. Tòa nhà nằm gần ga Jonggak của tàu điện ngầm Seoul tuyến 1.
- Insadong-gil, một con phố nổi tiếng với các điểm tham quan truyền thống, bao gồm các phòng trưng bày, cửa hàng lưu niệm và nhà hàng, có thể đi thẳng đến đây từ Jongno (Jongno 3-ga).
- Cheonggyecheon chỉ cách Jongno một dãy nhà về phía nam.
- Trung tâm Nghệ thuật Biểu diễn Sejong, một trong những nhà hát đa năng nổi tiếng nhất ở Hàn Quốc, nằm gần giao lộ Jongno và Sejongno.
- Khu vực xung quanh Ga Jongno 3-ga là nơi khởi nguồn của nhiều rạp chiếu phim nổi tiếng như: Dansungsa (lâu đời nhất Hàn Quốc, thành lập năm 1907), The Piccadilly Cinema (thành lập năm 1958), Seoul Cinema (thành lập năm 1978).
- Pimatgol là một con hẻm nổi tiếng nằm ngay phía bắc của Jongno 1, 2, 3-ga.
- Dongdaemun, được biết đến nhiều hơn với cái tên Heunginjimun, là một trong bốn cổng thành của Seoul thời xa xưa. Nó nằm ở cuối phía đông của Jongno.
- Chợ Dongdaemun, một trong những địa điểm mua sắm bán buôn và bán lẻ nổi tiếng nhất ở Hàn Quốc, bao quanh khu vực gần Ga Jongno 5-ga, Sân vận động Dongdaemun và Ga Công viên Lịch sử & Văn hóa Dongdaemun.

## Hình ảnh

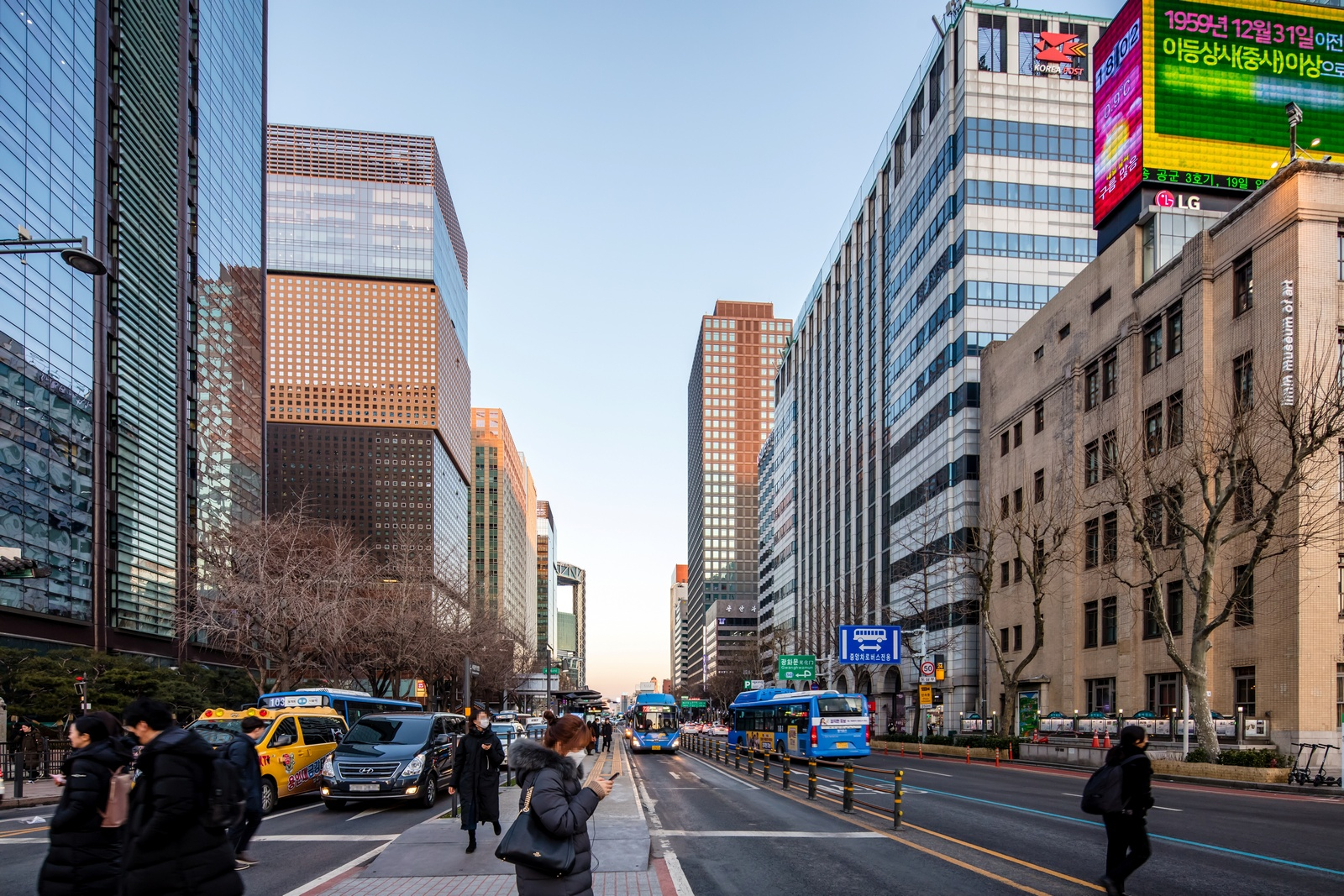
Jongno nhìn từ Sejong-daero
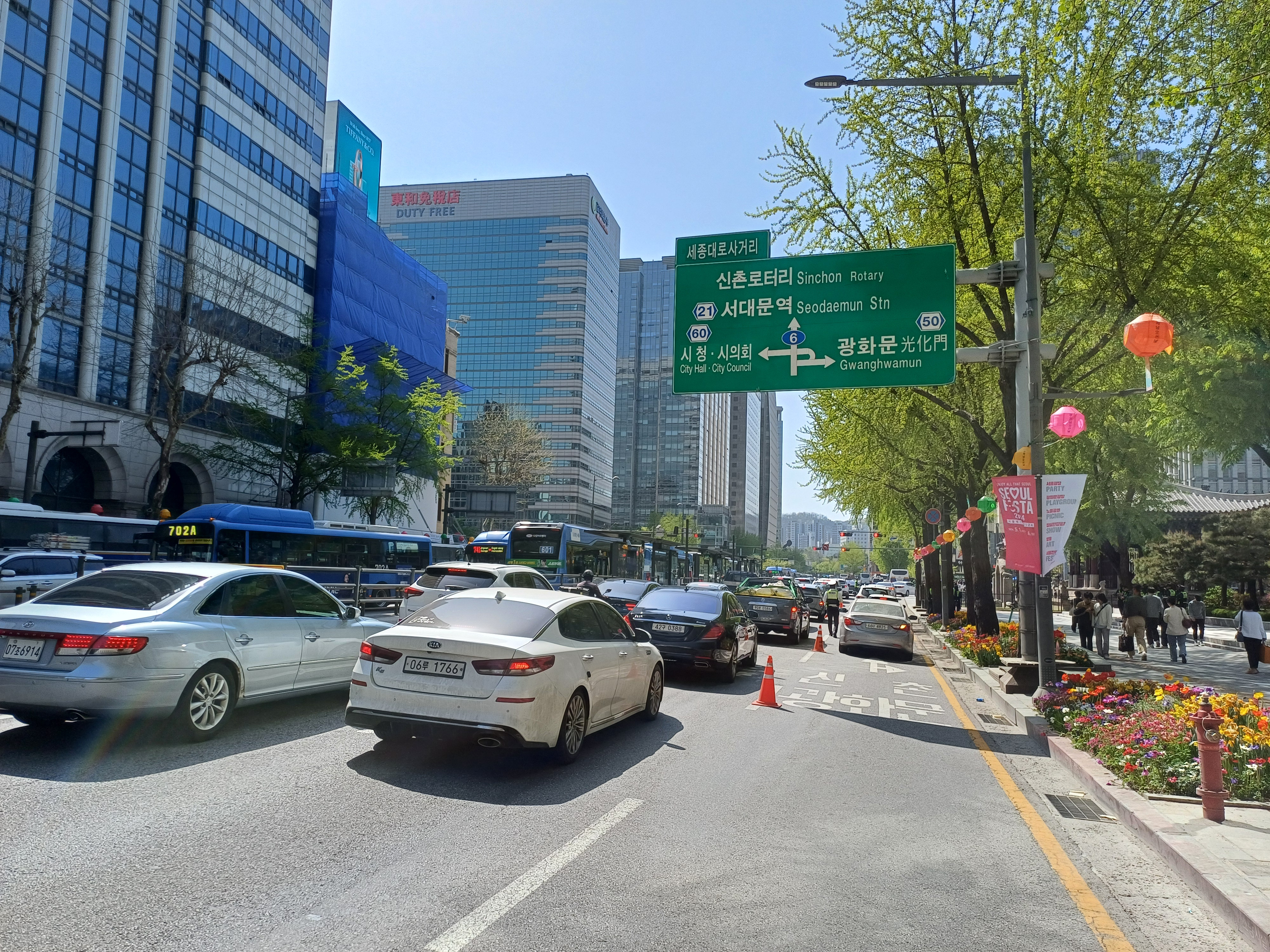
Ngã tư Sejong-daero